# Bacolet
Bacolet est une ville de l'île de Tobago à Trinité-et-Tobago. Elle est proche de Scarborough, le chef-lieu de l'île.
Le stade Dwight Yorke est situé à Bacolet.